# Amphisbaenia
Amphisbaenia là một nhóm các loài bò sát có vảy không chân gọi là thằn lằn giun, bao gồm hơn 180 loài còn sinh tồn. Các loài này được đặc trưng bởi cơ thể dài, các chi bị giảm hoặc mất đi và đôi mắt thô sơ. Nhiều loài có cơ thể màu hồng và vảy xếp thành từng vòng, chúng có bề ngoài rất giống giun đất. Trong khi chi Bipes có các chân trước, tất cả các chi khác đều không có chân. Mặc dù bề ngoài tương tự như rắn và thằn lằn mù, các nghiên cứu phát sinh loài gần đây cho thấy chúng có quan hệ họ hàng gần nhất với các loài thằn lằn thực sự. Thằn lằn giun phân bố rộng rãi, xuất hiện ở Bắc Mỹ, Châu Âu, Châu Phi, Nam Mỹ, Tây Á và Caribe. Chúng không được tìm thấy ở phía đông Biển Caspi. Đa số các loài dài dưới 150 mm.

## Các họ
Bộ: Squamata
- Nhánh Amphisbaenia
  - Họ Amphisbaenidae Gray, 1865: thằn lằn giun nhiệt đới[2] (17 chi, 169 loài)
  - Họ Bipedidae Taylor, 1951: Ajolote[3] (1 chi Bipes, 3-4 loài).
  - Họ Blanidae Kearney, 2003: thằn lằn giun Anatolia, Iberia, và Maroc (1 chi Blanus, 7 loài).
  - Họ Cadeidae Vidal & Hedges, 2007: thằn lằn giun Cuba (1 chi Cadea, 2 loài).
  - Họ Rhineuridae Vanzolini, 1951: thằn lằn giun Bắc Mỹ[4] (1 chi, 1 loài Rhineura floridana)
  - Họ Trogonophidae hay Trogonophiidae Gray, 1865 – thằn lằn giun Cổ Bắc giới[5] (4 chi, 6 loài).

## Phát sinh chủng loài
Trong các phân tích phát sinh chủng loài phân tử thì Amphisbaenia là nhóm đơn ngành với độ hỗ trợ tự khởi động cao (99%). Cây phát sinh chủng loài dưới đây vẽ theo Pyron et al. (2013)
|  | Cadeidae                                                         |
|  |                                                                  |
|  | \| \| Trogonophidae \| \| \| \| \| \| Amphisbaenidae \| \| \| \| |
|  |                                                                  |
|  | Trogonophidae                                                    |
|  |                                                                  |
|  | Amphisbaenidae                                                   |
|  |                                                                  |

|  | Trogonophidae  |
|  |                |
|  | Amphisbaenidae |
|  |                |

|  | Cadeidae                                                         |
|  |                                                                  |
|  | \| \| Trogonophidae \| \| \| \| \| \| Amphisbaenidae \| \| \| \| |
|  |                                                                  |
|  | Trogonophidae                                                    |
|  |                                                                  |
|  | Amphisbaenidae                                                   |
|  |                                                                  |

|  | Trogonophidae  |
|  |                |
|  | Amphisbaenidae |
|  |                |

|  | Cadeidae                                                         |
|  |                                                                  |
|  | \| \| Trogonophidae \| \| \| \| \| \| Amphisbaenidae \| \| \| \| |
|  |                                                                  |
|  | Trogonophidae                                                    |
|  |                                                                  |
|  | Amphisbaenidae                                                   |
|  |                                                                  |

|  | Trogonophidae  |
|  |                |
|  | Amphisbaenidae |
|  |                |

|  | Cadeidae                                                         |
|  |                                                                  |
|  | \| \| Trogonophidae \| \| \| \| \| \| Amphisbaenidae \| \| \| \| |
|  |                                                                  |
|  | Trogonophidae                                                    |
|  |                                                                  |
|  | Amphisbaenidae                                                   |
|  |                                                                  |

|  | Trogonophidae  |
|  |                |
|  | Amphisbaenidae |
|  |                |

|  | Cadeidae                                                         |
|  |                                                                  |
|  | \| \| Trogonophidae \| \| \| \| \| \| Amphisbaenidae \| \| \| \| |
|  |                                                                  |
|  | Trogonophidae                                                    |
|  |                                                                  |
|  | Amphisbaenidae                                                   |
|  |                                                                  |

|  | Trogonophidae  |
|  |                |
|  | Amphisbaenidae |
|  |                |

|  | Cadeidae                                                         |
|  |                                                                  |
|  | \| \| Trogonophidae \| \| \| \| \| \| Amphisbaenidae \| \| \| \| |
|  |                                                                  |
|  | Trogonophidae                                                    |
|  |                                                                  |
|  | Amphisbaenidae                                                   |
|  |                                                                  |

|  | Trogonophidae  |
|  |                |
|  | Amphisbaenidae |
|  |                |

|  | Cadeidae                                                         |
|  |                                                                  |
|  | \| \| Trogonophidae \| \| \| \| \| \| Amphisbaenidae \| \| \| \| |
|  |                                                                  |
|  | Trogonophidae                                                    |
|  |                                                                  |
|  | Amphisbaenidae                                                   |
|  |                                                                  |

|  | Trogonophidae  |
|  |                |
|  | Amphisbaenidae |
|  |                |

|  | Cadeidae                                                         |
|  |                                                                  |
|  | \| \| Trogonophidae \| \| \| \| \| \| Amphisbaenidae \| \| \| \| |
|  |                                                                  |
|  | Trogonophidae                                                    |
|  |                                                                  |
|  | Amphisbaenidae                                                   |
|  |                                                                  |

|  | Trogonophidae  |
|  |                |
|  | Amphisbaenidae |
|  |                |